# Дамдинов, Николай Гармаевич
Никола́й Гарма́евич Дамди́нов (1932—1999) — бурятский поэт, переводчик и публицист. Народный поэт Бурятской АССР (1973). Председатель Верховного Совета Бурятской АССР (1985—1990 гг). Писал на бурятском и русском языках.

## Биография
Родился в 1932 году в улусе Угнасай Баргузинского аймака Бурят-Монгольской АССР (ныне в Курумканском районе Бурятии). Окончил Литературный институт имени А. М. Горького в Москве. В 1960—1970-е годы возглавлял Союз писателей Бурятской АССР.
Перу Дамдинова принадлежат поэтические сборники «Баргажан» («Баргузин»), «Шэнхинээтэ нарһад» («Гудящие сосны»), «Имя отца», «Битва за солнце», поэмы «Эсэгын нэрэ» («Имя отца»), «Харгын талаан» («Удача в дороге»). В 1962 году им переведено на бурятский язык произведение «Маленькие трагедии» А. С. Пушкина.
На стихи Дамдинова написаны оратории: «Гудящие сосны», композитор Б. Б. Ямпилов (1965) и «Учитель мой — Ленин», композитор А. А. Андреев (1980).
Член КПСС с 1962 года. Депутат Верховного Совета СССР 10 созыва (1979—1984).
C 1985 по 1990 год Николай Дамдинов работал на посту Председателя Верховного Совета Бурятской АССР

## Награды и премии
- Народный поэт Бурятской АССР (1973)
- Государственная премия РСФСР имени М. Горького (1975) — за книги стихов и поэм: «Четыре неба» (1965), «Апрель» (1973)
- орден Трудового Красного Знамени (16.11.1984)
- орден Дружбы народов (05.01.1982)
- медаль «За трудовое отличие» (24.12.1959)
- другие медали

## Память
- В 2002 году на доме по улице Ранжурова в Улан-Удэ, где жил Н. Г. Дамдинов, была открыта мемориальная доска.
- В 2002 году по распоряжению Правительства Республики Бурятия для поддержки молодых писателей и поэтов была учреждена Государственная премия имени Н. Г. Дамдинова.